# Ljustjärnen (Järna socken, Dalarna)
Ljustjärnen är en sjö i Vansbro kommun i Dalarna och ingår i Dalälvens huvudavrinningsområde. Sjön har en area på 0,0415 kvadratkilometer och ligger 293,5 meter över havet.

## Delavrinningsområde
Ljustjärnen ingår i det delavrinningsområde (672759-142017) som SMHI kallar för Inloppet i Göflån. Medelhöjden är 363 meter över havet och ytan är 13,33 kvadratkilometer. Det finns inga avrinningsområden uppströms utan avrinningsområdet är högsta punkten. Gönan som avvattnar avrinningsområdet har biflödesordning 4, vilket innebär att vattnet flödar genom totalt 4 vattendrag innan det når havet efter 319 kilometer. Avrinningsområdet består mestadels av skog (77 procent) och sankmarker (11 procent). Avrinningsområdet har 0,32 kvadratkilometer vattenytor vilket ger det en sjöprocent på 2,4 procent.